# How Your Mother Met Me
"How Your Mother Met Me" (tạm dịch: Khi mẹ gặp Cha) là tập phim thứ mười sáu trong phần phim thứ chín và là tập phim thứ 200 theo tổng thể của loạt phim hài kịch tình huống truyền hình dài tập How I Met Your Mother. Đây là tập phim duy nhất có cảnh dạo đầu phim có sự xuất hiện của nhân vật "người Mẹ". Tập phim này đã được công chiếu ngày 21 tháng 1 năm 2014.
Nội dung tập phim chủ yếu tập trung vào vai diễn của Cristin Milioti trong vai người Mẹ và cách mà một vài sự kiện cuộc sống của cô đã gắn liền với Ted Mosby và những người bạn của anh.
Tập phim được đánh giá cao bởi người xem và các nhà phê bình, nhiều người gọi đây là tập xuất sắc nhất của phần 9.

## Nội dung
Người Mẹ mừng sinh nhật lần thứ 21 của mình vào tháng 9 năm 2005, (trùng với ngày Tập phim mở đầu của bộ phim được công chiếu) tại một quán bar giống như quán MacLaren's nhưng lại nằm ở Bờ Đông cùng lúc khi Barney (Neil Patrick Harris) và Ted (Josh Radnor) chuẩn bị chơi trò "Have you met Ted?" tại quán MacLaren's nổi tiếng hơn tại Bờ Tây mà Ted và các bạn của anh thường lui tới. Người Mẹ, cùng với bạn cùng phòng Kelly (Ahna O'Reilly) (người đã đến nhầm quán MacLaren's) đang đợi Max, bạn trai của cô đến, cho đến khi cô nhận được cuộc gọi xác minh với cô rằng anh đã mất. Sau khi quay trở lại căn hộ của mình, cô mở món quà cuối của Max cho cô - một cây đàn ukulele.
Hai năm sau ngày Max mất, vào ngày Thánh Patrick năm đó, cô được cô bạn cùng phòng khuyên nên đi ra ngoài và hẹn hò trở lại và cô ta dắt cô theo đến quán bar mà Ted và Barney đang tiệc tùng. Cả hai cô gái đều va phải Mitch (Adam Paul), thầy dạy nhạc cũ của cô, cũng là người dạy nhạc tại trường Bronx sau này. Vì công việc hiện tại của anh, người Mẹ ngỏ ý đưa Mitch lại cây đàn vi-ô-lông của mình và họ trở về căn hộ của cô. Tuy nhiên, Người Mẹ lại bị bất ngờ khi Mitch lại giở chiêu The Naked Man. Cô phẫn nộ trước hành động của anh, nhưng anh lại khuyên cô nên theo đuổi ước mơ của mình. Cô nhớ lại cây dù vàng mình để lại ở quán bar và ra ngoài để lấy lại nó, để lại Kelly ở lại và lên giường với Mitch. Cô chỉ được biết rằng "một gã vô tâm" đã lấy mất cây dù của mình. Người Mẹ theo đuổi ước muốn chấm dứt sự đói nghèo bằng việc tham gia học một lớp Kinh tế tại trường Đại học.
Vào mùa thu năm 2009, người Mẹlần đầu tham gia học lớp Kinh tế 305 và gặp Cindy (Rachel Bilson), người mà sau đó dọn vào ở chung phòng với cô. Họ thấy Ted vào lớp, nhưng sau đó người Mẹ nghĩ cô đến nhầm lớp khi anh thông báo môn học và chạy ra ngoài. Cô sau đó chạy lại vào phòng học khi thấy anh chạy nhào đến chỗ lớp học thật sự. Vài tháng sau, cô lấy lại được cái dù của mình. Cindy kể cho cô nghe cách chia tay gã "giáo sư khoa kiến trúc", sau đó vô tình hôn người Mẹ và từ đó bộc lộ giới tính thật của mình.
Một thời gian sau đó, một người đàn ông tên là Darren tiếp xúc với người Mẹ và được tham gia nhóm nhạc của cô, tuy vậy, Darren chiếm lấy nhóm nhạc của cô và đưa người Mẹ thành người dọn đồ cho nhóm nhạc. Sau đó, người Mẹ gặp được Louis và ngỏ ý muốn đãi cô một ly rượu, nhưng trong quán bar, người Mẹ nói mình chưa sẵn sàng để hẹn hò trở lại vì những mất mát quá lớn trước đây. Louis nhắc nếu cô muốn thay đổi thì hãy gọi cho anh và cô đã rời đi trước khi Ted xuất hiện cùng với Lily và Barney trong chiếc váy xanh. Họ sau đó hẹn hò với nhau, nhưng họ chưa thật sự là một cặp hoàn hảo. Khi ban nhạc của cô được đặt để chơi trong đám cưới của Barney và Robin; cô ở lại căn hộ của Louis cách Farhampton Inn không xa.
Một phân cảnh tương lai trong đêm đám cưới được hé lộ, người Mẹ tìm ra tờ quảng cáo của Darren để tuyển người chơi guitar bass thay thế cô và chạy đến Inn để phân trần với anh ta, mà sau đó, đã cho Marshall và Marvin quá giang. Sau khi thấy Darren bị quả báo, cô trở lại căn hộ của Louis, nơi anh cầu hôn cô, nhưng cô bỏ ra ngoài để suy nghĩ về điều đó. Cô bắt đầu nói chuyện với Max và xin ý kiến của anh về việc bước tiếp trong cuộc sống của cô. Sau khi nhận cơn gió là câu trả lời, cô từ biệt anh lần cuối và từ chối lời cầu hôn của Louis, sau đó đến nhận phòng tại Farhampton Inn. Ở ban công, cô chơi đàn ukulele và hát bản "La Vie en Rose". Ted nghe được từ phòng mình (khi Ted Tương lai nói rằng đó là lần đầu và cũng là lần anh yêu thích nhất khi được nghe vợ tương lai của mình hát bài hát này) và sau đó trở vào trong để kể cho Barney nghe, nhưng Barney lại biến mất.

## Sản xuất tập phim
Trong nhiều lần phỏng vấn trước khi tập phim này lên sóng, Carter Bays khẳng định tập phim này sẽ là "một chuyến đi vui vẻ xuyên suốt loạt phim từ một người từ đầu đã không phải trong nhóm bạn". Anh cũng nói thêm rằng họ sẽ sử dụng vài "mánh vui" để thêm thắt những cảnh từ tập mở đầu và những tập phim khác trước đây. Khác với tập phim thứ 100 trước đây mà Bays miêu tả là một tập ăn mừng của cả dàn phim, anh khẳng định tập phim thứ 200 này "là một câu chuyện hoàn toàn khác... nhưng khiến anh cảm thấy là một điều nên thực hiện để làm câu chuyện của loạt phim trở nên hoàn hảo hơn."

## Âm nhạc sử dụng trong phim
- La Vie En Rose - Edith Piaf (phiên bản của Louis Armstrong)
- You're All Alone - John Swihart
- One - A Chorus Line (dưới dạng như là một bài hát châm biếm của bài hát bánh nướng xốp của người Mẹ)
- Skinny Legs and All - Joe Tex

## Blog của Barney
Barney đăng một bài gồm những câu thường nói trong các ngày nghỉ.

## Trong văn hóa đại chúng
- The Mother khẳng định Max đã tặng cô một bản sao của chiếc xe đạp từ Peewee's Big Adventure.
- The Mother gọi Louis là Superman.
- The Mother nhắc đến Field of Dreams khi nói chuyện với Max, một bộ phim rất nổi tiếng trong nhóm bạn của Ted.

## Đánh giá chuyên môn
Bill Kuchman từ Popculturology gọi tập phim này là "một chiến thắng lớn", khi nói, "Khi xem tập 'How Your Mother Met Me,' HIMYM làm nên một điều tuyệt diệu. Họ không chỉ khiến chúng tôi động lòng thêm lần nữa bằng một tập phim, mà họ còn hoàn thiện việc giới thiệu một khán giả mới đến cho người xem." Donna Bowman từ The AV Club cho tập phim điểm A-. Max Nicholson từ IGN cho tập phim điểm 8.5/10, khi nói nó đã vén bức màn về thân thế đầy bi kịch, hài hước và phấn khích của người Mẹ.
Alan Sepinwall từ HitFix đề cao tập phim này, khi nói, "Nếu đánh giá dưới dạng một tập phim, thì "How Your Mother Met Me" thật sự khá tuyệt... Nó làm tốt cả về việc tường thuật lại câu chuyện của người Mẹ trong vòng 7 năm qua, lẫn việc thêu dệt câu chuyện của cô trong những tập tiếp theo trong loạt phim. "
Kaitlin Thomas đến từ TV.com Lưu trữ ngày 20 tháng 5 năm 2019 tại Wayback Machine cũng cho tập phim một đánh giá tích cực khi cho rằng ""How Your Mother Met Me" là một tập phim thứ 200 tuyệt vời dành cho How I Met Your Mother. Nó đlà một điều khác biệt, nhưng cũng đồng thời là một điểm nhất lâu dài." Kevin Fitzpatrick từ Screencrush đề cao tập phim và nhấn mạnh dàn biên kịch cho bộ phim về việc xây dựng nội dung thân thế của người Mẹ